# Gran Canaria Challenger I 2021
Il Gran Canaria Challenger I 2021 è stato un torneo maschile di tennis professionistico. È stata la 1ª edizione del torneo, facente parte della categoria Challenger 80 nell'ambito dell'ATP Challenger Tour 2021. Si è tenuto sui campi in cemento del Cortijo Club di Las Palmas, in Spagna, dal 22 al 28 febbraio 2021. Il giorno dopo la fine del torneo ha avuto inizio la seconda edizione, sempre sui campi del Cortijo Club.

## Partecipanti

### Teste di serie
| Nazionalità | Giocatore            | Ranking* | Testa di serie |
| ----------- | -------------------- | -------- | -------------- |
| Italia      | Lorenzo Musetti      | 122      | 1              |
| Spagna      | Carlos Taberner      | 128      | 2              |
| Italia      | Federico Gaio        | 140      | 3              |
| Serbia      | Nikola Milojević     | 145      | 4              |
| Serbia      | Danilo Petrović      | 153      | 5              |
| Brasile     | Lorenzo Giustino     | 157      | 6              |
| Italia      | Alessandro Giannessi | 160      | 7              |
| Slovacchia  | Filip Horanský       | 164      | 8              |

* Ranking all'15 febbraio 2021.

### Altri partecipanti
I seguenti giocatori hanno ricevuto una wild card per il tabellone principale:
- Mark Owen Endler
- Javier Barranco Cosano
- Carlos Gimeno Valero

Il seguente giocatore è entrato in tabellone come alternate:
- Nino Serdarusic

I seguenti giocatori sono passati dalle qualificazioni:
- Alex Molčan
- Manuel Guinard
- Alex Marti Pujolras
- Emilio Nava

## Punti e montepremi
| Torneo    | Torneo              | V     | F     | SF    | QF    | 2T  | 1T  | Q | Q2  | Q1  |
| Singolare | Punti               | 80    | 48    | 29    | 15    | 7   | 0   | 4 | 2   | 0   |
| Singolare | Premi in denaro (€) | 6 190 | 3 650 | 2 160 | 1 260 | 730 | 450 | – | 225 | 125 |
| Doppio    | Punti               | 80    | 48    | 29    | 15    | –   | 0   | – | –   | –   |
| Doppio    | Premi in denaro (€) | 2 670 | 1 550 | 930   | 550   | –   | 310 | – | –   | –   |

## Campioni

### Singolare
In finale Enzo Couacaud ha battuto Steven Diez con il punteggio di 7-6(5), 7-6(3).

### Doppio
In finale Lloyd Glasspool / Harri Heliövaara hanno battuto in finale Kimmer Coppejans / Sergio Martos Gornés con il punteggio di 7–5, 6–1.